# 登嘉楼州旗
登嘉楼州旗，是马来西亚登嘉楼州的象征之一，是一面边框白色、中央黑色并镶有白色新月及五芒星的二色旗。本旗帜于1953年启用。

## 象征意义
根据马来西亚新闻局的官方解释，白色边框代表登嘉楼苏丹，中间的黑色则代表人民，象征着苏丹守护着他的子民，中央的白色新月及五芒星则代表官方宗教——伊斯兰教。

## 历史旗帜
- 1912年—1933年
- 1933年—1947年
- 1947年—1953年